# B&T APR狙擊步槍
B&T APR（英語：Brügger & Thomet APR，APR的英文全寫為，中文意為「先進精密步槍」）是一系列由位於瑞士图恩（德語：Thun）的布鲁加&托梅（簡稱：B&T或B+T）公司在2003年以法国PGM精密公司旗下的精密步槍作為藍本並且進一步發展其設計及生產的狙擊步槍。APR308、APR308P和APR308S發射7.62×51毫米北約／.308 Winchester口徑步枪子彈，而APR338則發射.338拉普麥格農（.338 Lapua Mag，8.6×70毫米或8.58×70毫米）口徑步枪子彈。

## 歷史
自從布鲁加&托梅（簡稱：B&T或B+T）公司在1991年創立以來，主要就是作為黑克勒-科赫（Heckler & Koch）和伯奈利等槍械製造公司的分銷商，然後隨著才開始生產如抑制器的戰術配件。該公司後來更作為各種執法機關和軍隊客戶的武器系統集成商，例如武器的步槍狙擊鏡和來自各個廠商的戰術配件組裝可以根據使用者要求，並且輔以消聲器一起使用。這些武器及配件整合工作經常都要對武器作出了一個重大的重組，這樣就令Brügger & Thomet公司在一定程度的範圍內可以很容易地自行創建一種新型武器，並使它們能夠設計及生產其狙擊步槍。
Brügger & Thomet公司是當時一段長時間的PGM精密公司的經銷商，並在2003年新加坡武装部队當時正在發出新型7.62毫米口徑精密步槍計劃的招標的時候，以一枝由法国製造並且經過瑞士修改的步槍加入競標測試。經歷過某些與PGM精密公司之間的一段模糊不清的協定，令Brügger & Thomet公司有權利向新加坡武装部队出售PGM 7.62毫米口徑狙擊步槍以後，Brügger Thomet公司方面於同年決定在他們位於瑞士的生產工廠改進和生產全新設計的PGM狙擊步槍。B&T APR308狙擊步槍在2005年法国巴黎召開的國際軍警保安器材展（英語：MILIPOL，意為：Military and police）向公眾首次以APR狙擊步槍之名公開展出，並在此後便被新加坡武装部队正式採用作為一枝制式的狙擊步槍。
在2007年，Brügger & Thomet公司推出了B&T APR的.338拉普麥格農（.338 Lapua，8.6×70毫米或8.58×70毫米）口徑版本，並且稱其為APR338狙擊步槍。為了適應.338拉普麥格農子彈的尺寸，槍機、彈匣以及槍托的尺寸亦相應加大。
B&T APR在高端原廠狙擊步槍市場上的主要商業競爭或相等價值的對手包括PGM精密公司，精密國際的AW系列和AX系列、巴雷特M98B以及薩科公司的薩科TRG等產品線。所有這些狙擊步槍都有足以相媲美的高精度性能。

## 設計細節

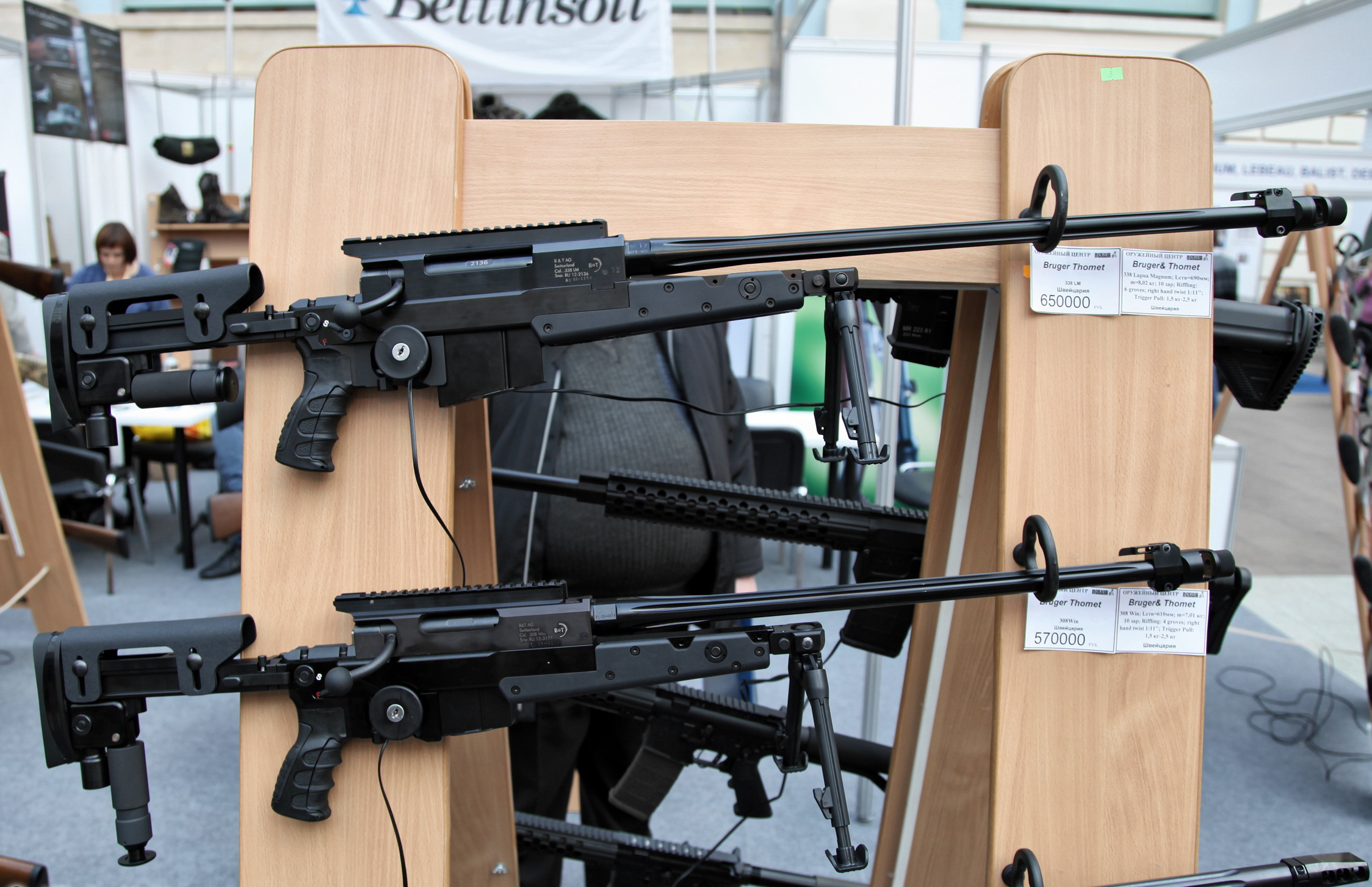
B&T APR338和APR308狙擊步槍。

### 特徵
B&T APR系統是一個專門設計的模塊化狙擊步槍系統，而不是現有的通用步槍的提高精度化版本。根據生產商所言，儘管APR系統是一枝準度精密的步槍，它仍然能夠在軍事用途上抵抗惡劣環境，並保持著很像在典型的操作環境以下的功能。
B&T APR的核心是一個作為主槍身和底盤部份的金屬切削加工製造的下機匣，一個將所有其他的步槍元件組裝或連接在一起的元件。可以靈巧地手動操作的保險亦是裝上在下機匣的手槍握把附近。其底盤與上機匣連接在一起，將槍機組件和槍管，以及擊發控制組件、折疊式槍托和其他設備都組裝在一起。而上下機匣之間的接觸面同時可以作為一種非傳統的座床表面。

### 上機匣
上機匣是由永遠地固定的閉鎖環和機匣頂部一條用作安裝日間／夜間光学狙擊鏡、紅點鏡和／或夜視鏡連接座的MIL-STD-1913戰術導軌所組成的。整合在狙擊鏡安裝導軌以上、作為後備機械瞄具之一的上翻式照門，被原廠設計成協助歸零的上翻式瞄準具。槍機是利用上述的閉鎖環，通過旋轉方式閉鎖；因此，機匣的閉鎖環、槍機和槍管就形成了這枝步槍的後膛。B&T APR具有一個傳統式手動操作的前端三徑向鎖耳（英語：Lug）式旋转后拉式枪机，射手通過拉動及推動一個為了方便戴手套操作的大型握扣前端型拉機柄以完成開鎖及閉鎖。槍機開鎖及閉鎖時只需要60°旋轉；這兩種功能令射手使用它多次射擊的時候對其加以讚揚，尤其是在需要對多個目標進行射擊的時候。
扳機組件、手動保險和手槍握把組成了一個裝在機匣下方的可拆卸的模塊。扳機組件具有一個完全可調的兩道火扳機，可以在不拆卸組件的情況下通過外部調節扳機行程的重量，和讓扳機扣力在1.5—2.5公斤（3—5磅）之間調節。一個兩手靈巧的手動保險裝在手槍握把的上方。

### 槍托
B&T APR具有一具向左側折疊式槍托，由高分子材料製造，並且配以堅固的鋼鉸裝在下機匣。它具有一個可調節長度的槍托底板（英語：Buttplate）和拉動墊板調節長度系統。托腮板（高度調整）等其餘部分也是完全可調節的。這些調整選項可以令射手可以按照他們的個人喜好自行調整各種尺寸和形狀的APR的折疊式槍托，這是一個比較罕見的多功能折疊式槍托。另外還有一個額外的折疊式高度可調的專用後腳架可以連接到折疊式槍托後方的接口，除了用作狙擊步槍的駐鋤外，其外觀亦使它可像後握把般緊握。通過微調後腳架的高度，可以令射手在在長時間狙擊任務之中觀察的時候放下APR狙擊步槍休息，不需要一直使用肩窩抵緊槍托，減少肌肉疲勞。

### 槍管
B&T APR的自由浮動式錘鍛式凹槽槍管在槍具有由原廠提供的钢製制退器附件，一個不可被移除的附件連裝在上面作緊急瞄準用途的後備機械瞄具。制退器被評估具有減少40％後座力的有效性。它也可作為一個快速裝拆式抑制器的安裝位置，在沒有裝上消聲器的時候，還可以裝上螺紋護套以保護槍口制退器上的連接螺紋。APR308的槍管具有估計大約7,000發的精度壽命。
在其膛室末端，槍管已經擰入到上機匣內並且壓入上機匣的鎖緊環。.308 Winchester口徑的膛線纏距是280毫米（1：11英吋）右旋膛線連四條陰膛線，其膛線密度超過了一般而言的.308 Winchester口徑的槍械的305毫米（1：12英吋）膛線纏距，可說是對超音速和亞音速子彈之間以及發射19.96克（200格令）7.62毫米口徑彈頭的一種妥協。

### 瞄準具
每枝B&T APR狙擊步槍的上機匣頂部都配備有一條用以安裝戰術配件的MIL-STD-1913戰術導軌以安裝不同類型的日間／夜間光學狙擊鏡、光電瞄準具或全息瞄準鏡，另外並可以選擇在前護木上安裝三條額外附加MIL-STD-1913戰術導軌的上護木以便串連式安裝夜視鏡或熱成像儀，擴大瞄準具附件的加裝應用模式。B&T APR亦配備一個可選的上翻折疊式準星和覘孔式照門。後備機械瞄具不能裝上在具有整體槍管式消聲器的APR型號，即APR308S。
Brügger & Thomet亦為B&T APR推出了其專用的戰術步槍狙擊鏡（Tactical Rifle Scope，簡稱：TRS）的光學狙擊鏡。TRS光學狙擊鏡是以施密特-本德爾警用神槍手二型（Police Marksman II，簡稱：PM II）3—12×50毫米LP光學狙擊鏡為藍本，加上由Brügger & Thomet專門研製的內置測距佈局的分劃板。TRS光學狙擊鏡經過特別強化，能夠在-25℃至55℃及相對濕度95℅以下正常使用，而不會出現霧化或是光學劣化等狀況導致光學裝置的失效；TRS光學狙擊鏡內還裝有可無段調整的小型照明系統，令射手只需轉動旋鈕就能照亮分劃。TRS光學狙擊鏡需要使用由Brügger & Thomet所生產的一個具有兩個瞄準鏡安裝環的連接裝置，而前面的瞄準鏡安裝環還整合了一個小型適配卡子以便安裝西姆拉德KN夜間瞄準鏡或小型光學瞄準鏡（例如小型紅點鏡）。瞄準鏡安裝環是用以裝上B&T APR上機匣的MIL-STD-1913戰術導軌接口。瞄準鏡和安裝環是利用兩個側鎖槓桿緊鎖在B&T APR的皮卡汀尼導軌上，使射手能夠在光學狙擊鏡嚴重損壞的情況下、分解及整備武器時或在運輸武器的過程當中快速拆除光學狙擊鏡。反復將光學狙擊鏡從武器上拆卸及安裝是不會影響到其歸零。
B&T APR亦可以將具有三條MIL-STD-1913戰術導軌的前護木拆卸，並在槍管上面連上一條長織帶遮蔽在槍管上方。和SIG SSG 2000、SV-98這些狙擊步槍一樣，這條長織帶的作用是以防止槍管暴晒下發熱，上升的熱氣在瞄準鏡前方產生海市蜃楼，彷礙射手進行精確瞄準。

### 彈藥
APR308發射.308 Winchester子彈以及軍用型7.62×51毫米北約口徑步枪子彈（與.308 Winchester子彈略有不同之處在於膛室規格和較低的最大膛壓）。APR308系統的設計能夠裝填總長度為71.3毫米（2.81英吋）的子彈，不論是原廠製造還是手工重製。
原廠建議APR308使用的彈藥的精度應該是在任何的實際射程以內都是等於或少於1 MOA。Brügger & Thomet指定了B&T APR狙擊步槍能夠在對400公尺（437.45码，4,265.09英尺）的头部大小的目標或800公尺（874.89码，2,624.67英尺）的軀幹大小的目標的時候能夠達到99％或更好的首發命中概率。B&T APR在在發射指定彈藥以下的最大有效射程分別是：在中距離使用的羅格瑞士P式（英語：RUAG Swiss P）10.87克（168格令）彈頭子彈建議在600公尺（656.17码，1,968.5英尺）以內，在遠距離使用的諾瑪鑽石線式（英語：Norma Diamond Line）12.31克（190格令）彈頭子彈建議在遠達1,000公尺（1,093.61码，3,280.84英尺），和最適用於軍事應用上的拉普（英語：Lapua）D46式12克（185格令）彈頭子彈在1,000公尺（1,093.61码，3,280.84英尺）以內。

### 供彈方式
B&T APR是由一個可拆卸的10發不銹鋼製雙排式彈匣從下機匣彈匣插槽供彈，取代過去的狙擊步槍沿用自獵用步槍設計的固定彈倉，讓射手即使要面對大量目標也能夠維持不會很快就中斷的火力。而當彈匣已經沒有子彈的時候會觸發無彈後定，停止旋转后拉式枪机向前運動。彈匣通過下機匣到上機匣的方式供彈，並且以彈匣扣扣緊彈匣位置，彈匣口亦是扳機組件當中的一部份。

### 附件
作為以研製及生產槍械抑制器開始的製造商，布鲁加&托梅（簡稱：B&T或B+T）公司還提供了快速可拆卸的APR系列消聲器，給整體槍管式消聲器的APR308S以外的型號（即是APR308和APR308P）亦能夠通過制退器安裝快速裝拆式消聲器。根據武器聲學報告的數據，APR308 GRS消聲器能夠降低36 分貝（A）槍口噪音，並同時也降低了槍口焰。
B&T APR狙擊步槍其它附帶配件包括一個收納APR用以運送其直至射擊距離的輕量軟質袋，一個能夠在無需進行任何的修改以下裝上B&T APR的底盤的三條戰術導軌架連接座，後者能夠提供三條額外的戰術導軌用以裝上包括西姆拉德（英語：Simrad）在內的夜視裝備、雷射指示／瞄準器材或是照明工具。

## 衍生型

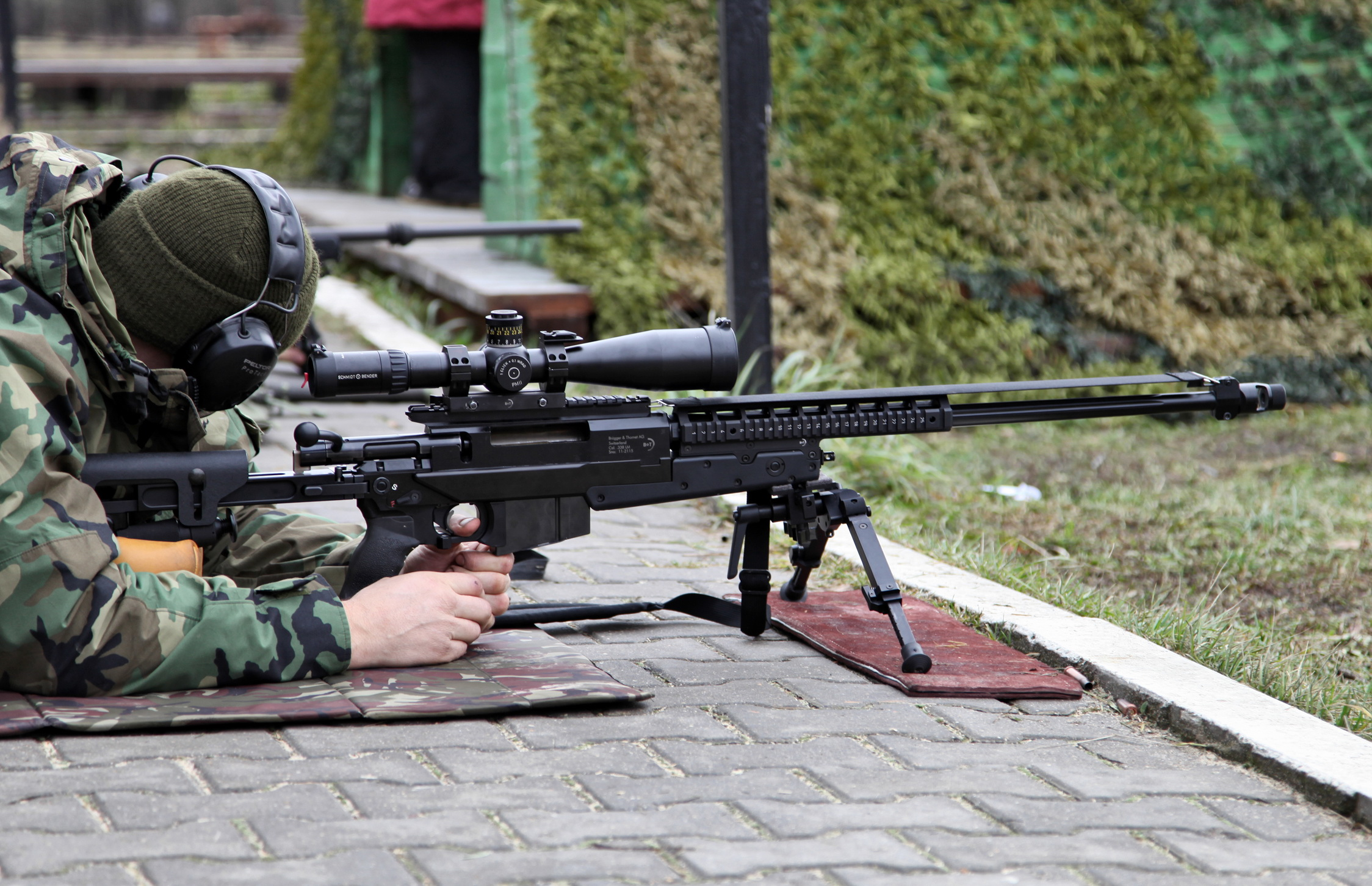
第四屆十一月狙擊手大賽上的B&T APR338狙擊步槍。

B&T APR308狙擊步槍具有多種專門用途衍生型。
APR308P是為了戰術警察應用而設計，並具有一根裝上了不同的槍口裝置的500毫米（19.69英吋）短槍管。APR308P步槍完全是依賴MIL-STD-1913戰術導軌上安裝的光学狙擊鏡作為瞄準手段，因為原來的後備機械瞄具（照門及準星）都為了減輕重量而被移除了。APR308P也被移除了原來的軍用版本的防跌落保險（英語：Drop Safety），並因為槍管縮短而令其有效射程減少至600公尺（656.17码，1,968.5英尺）。
另一個版本是消聲版本的APR308，裝上一根400毫米（15.75英吋）槍管和不可從槍管上拆除的抑制器的APR308S。這種型號也是沒有安裝後備機械瞄具或是防跌落保險，而且只能使用亞音速彈藥（200—240克彈丸）。APR308S射擊時產生的瞬間最大音量低於45分貝（A），只要距離5公尺以上就難以察覺。
APR308狙擊步槍也被用來開發更大口徑的衍生型以延長有效射程。發射.338拉普麥格農（.338 Lapua Mag，8.6×70毫米或8.58×70毫米）口徑步枪子彈的APR338，在2007年巴黎舉辦的國際軍警保安器材展（英語：MILIPOL，意為：Military and police）向公眾首次展出，並在2008年開始銷售。APR338系統的設計能夠裝填總長度為94毫米（3.7英吋）、不論是原廠製造還是手工重製的子彈。
APR338的設計目的是作為一枝軍用遠距離人員殺傷用途狙擊步槍。Brügger & Thomet指定了APR338狙擊步槍能夠在對600公尺（656.17码，1,968.5英尺）的头部大小的目標或1,300公尺（1,421.7码，4,265.09英尺，0.81英里）的軀幹大小的目標以及使用適當的彈藥（建議使用拉普斯那（英語：Lapua Scenar）250格令彈頭子彈）的時候能夠達到99％或更好的首發命中概率。APR338狙擊步槍的槍管都配有一種非傳統的279毫米（1：11英吋）右旋的膛線纏距，以改進APR338步槍在發射16.85克（260格令）斯那（英語：Scenar）.338口徑極低阻力（VLD）彈丸的彈道表現。諸如塞拉利昂（英語：Sierra）空尖尾錐型（英語：Hollow Point Boat Tail，簡稱：HPBT）比賽之王（英語：MatchKing）和拉普斯那（英語：Lapua Scenar）19.44克（300格令）.338口徑這些較長和較重的非常低阻力子彈，在北極海岸這種空氣密度較高的條件以下使用的時候，就需要在254毫米（1：10英吋）的膛線纏距以下才能使彈頭穩定地飛行。APR338狙擊步槍的槍管精度壽命估計為2,500發。APR338狙擊步槍還能夠通過制退器安裝一個由原廠布鲁加&托梅（簡稱：B&T或B+T）公司所提供的APR338 GRS快速裝拆式消聲器，它能夠降低25分貝（A）槍口噪音，並同時也降低了槍口焰。

## 使用國
| 智利     | 特種部隊單位                                                       | APR308                   | _ | _ |   |   |
| 科索沃   | 特警單位                                                           | APR308                   | _ | _ |   |   |
| 盧森堡   | 大公國警察特別單位                                                 | APR308P                  | _ | _ |   |   |
| 羅馬尼亞 | 特種部隊單位                                                       | APR308                   | _ | _ | _ | _ |
| 新加坡   | 新加坡武裝部隊                                                     | APR308                   | _ | _ |   |   |
| 乌克兰   | 烏克蘭內務部及烏克蘭安全局阿爾法小組（部份由戰術系統公司授權生產） | APR308 TS.M.308 TS.M.338 | _ | _ |   |   |
| 越南     | 機動警察司令部                                                     | APR308                   | _ | _ |   |   |

## 登場作品

### 電子遊戲
- 2017年—：型號為APR-308，命名為“BMT-03”。

## 資料來源
1. ↑  For more information about the differences between the .308 Winchester and the 7.62x51mm NATO cartridges read the .308 Winchester Cartridge Guide: .308 Win vs. 7.62x51 - The Straight Scoop by AccurateShooter.com （页面存档备份，存于） article.
2. ↑  APR308, APR308P and APR308S manual[]
3. 1 2  B&T News[永久]
4. ↑  APR338 manual[]
5. ↑  操作這些積極高性能精密步槍時，將槍管作為消耗品是正常的做法。而持續使用一些火力非常強大的手工子彈雖然會有更高的槍口初速和威力，但是亦會導致APR338的喉嚨侵蝕更快，槍管的精度壽命亦會減少至只有1,000至2,000發。
6. ↑  .   [2017-09-04]. （原始内容存档于2014-10-25）.
7. ↑  . http://USP.lu - Unofficial Website of Unité Spéciale, Officially Endorsed. 2008  [2009-10-13]. （原始内容存档于2011-07-22） （法语）. 外部链接存在于|publisher= (帮助)
8. ↑  .   [2011-11-06]. （原始内容存档于2008-04-21）.
9. ↑  .   [2014-12-03]. （原始内容存档于2015-01-26）.

## 外部連結
- （英文）—Brügger & Thomet官方網站（页面存档备份，存于）
- （英文）—Modern Firearms—
  - Brugger & Thomet APR 308 Advanced Precision (Sniper)Rifle（页面存档备份，存于）
  - Brugger & Thomet APR 338 Advanced Precision (Sniper)Rifle（页面存档备份，存于）
- （英文）—Guns Lot—Brugger & Thomet APR 308 Advanced Precision (Sniper) Rifle (Switzerland)
- （英文）—Brugger & Thomet APR 338 Advanced Precision (Sniper) Rifle
- （英文）—The Firearm Blog.com—Green Alps, blue lakes, fine guns. A brief report from B+T AG facility in Thun, Switzerland（页面存档备份，存于）
- （英文）—The Truth About Guns.com—B&T Brings Their APR Sniper System to the U.S.（页面存档备份，存于）
- （英文）—Tactical-Life.com—BRUGGER& THOMET’S APR338（页面存档备份，存于）
- （英文）—Weaponsystems.net—APR（页面存档备份，存于）
- （英文）—Military, Security and Civilian Guns and Equipment—Brügger & Thomet APR（页面存档备份，存于）